# 埃蒂尼
埃蒂尼（法語：Étigny，法語發音：[etiɲi]）是法国勃艮第-弗朗什-孔泰大区约讷省的一个市镇，属于桑斯区。

## 地理
埃蒂尼（48°8'19"N, 3°17'30"E）面积6.86 平方千米，位于法国勃艮第-弗朗什-孔泰大區约讷省，该省份为法国中北部内陆省份，西接卢瓦雷省，西北接塞纳-马恩省，南至涅夫勒省，东临科多尔省，东北与奥布省接壤。
与埃蒂尼接壤的市镇（或旧市镇、城区）包括：罗苏瓦、格龙、马尔桑日、韦龙。

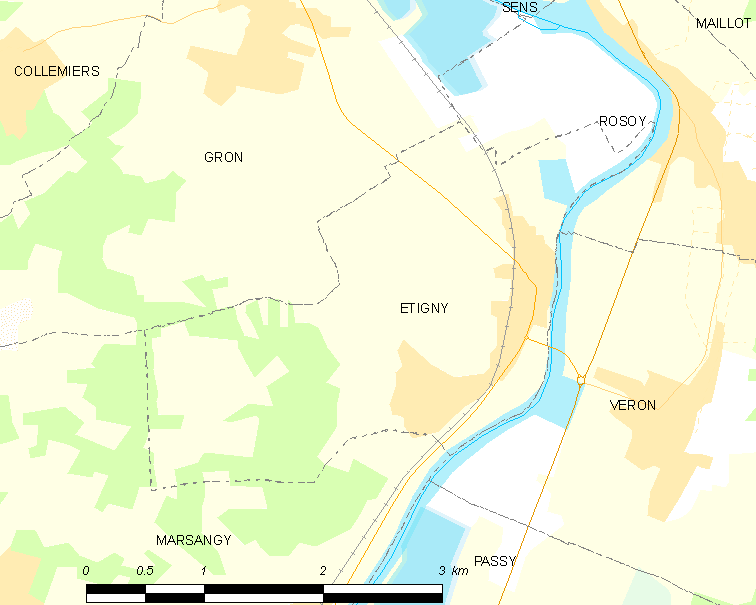
埃蒂尼的OSM定位图

埃蒂尼的时区为UTC+01:00、UTC+02:00（夏令时）。

## 行政
埃蒂尼的邮政编码为89510，INSEE市镇编码为89160。

## 政治
埃蒂尼所属的省级选区为约讷河畔新城县。

## 人口

1962-2008年间埃蒂尼人口变化图示

埃蒂尼于2022年1月1日时的人口数量为752人。